# (11257) Rodionta
(11257) Rodionta est un astéroïde de la ceinture principale.

## Description
(11257) Rodionta est un astéroïde de la ceinture principale. Il fut découvert le 3 octobre 1978 à Naoutchnyï par Nikolaï Tchernykh. Il présente une orbite caractérisée par un demi-grand axe de 2,31 UA, une excentricité de 0,15 et une inclinaison de 4,3° par rapport à l'écliptique.

## Compléments